# Familia (folyóirat, 1865–1906)
A Familia 1865-ben alapított román kulturális és irodalmi folyóirat, melynek alapító tulajdonosa és első főszerkesztője Iosif Vulcan volt.
Az alapító szándéka az volt, hogy a román kultúrát terjessze Erdélyben, olvasóközönséget neveljen, és a tehetségeket támogassa. A főszerkesztő George Bariț lapját, a Foaie pentru minte, inimă şi literatură-t vette mintául, amelynek maga is közreműködője volt. A folyóirat első száma 1865. június 5-én jelent meg Pesten. A lap előfizetői az erdélyi, bukovinai, utóbb regáti kulturális, egyházi, pénzügyi és szakmai egyesületek voltak. Az utolsó pesti szám 1880. április 20-i, április 27-étől a lap kiadása Nagyváradon folytatódott. Eleinte havonta háromszor, később hetente jelent meg.
A főszerkesztő kezdettől fogva politikamentesként határozta meg a lapot. Noha számos román vonatkozású politikai, társadalmi, kulturális eseményről beszámolt, ezeket nem véleményezte; még a nagy visszhangot kiváltó memorandum-perrel kapcsolatban sem szólalt meg. A magát eredetileg „enciklopédiai és szépirodalmi képes lap”-ként hirdető folyóirat tartalmazott életrajzokat, hívőknek szóló tanácsokat, szépirodalmat, nyelvi és helyesírási cikkeket, kulturális híreket, háztartási és kertészeti tanácsokat, szórakoztató rovatokat. A szépirodalom tekintetében közreadta Erdélyen kívüli román írók (többek között Dimitrie Bolintineanu, Vasile Alecsandri, Ion Heliade Rădulescu, Bogdan Petriceicu Hasdeu) műveit is, hozzájárulva ezzel a román irodalmi nyelv egységesítéséhez. A kor remekművei mellett – a folyamatos megjelenés és a példányszám növelése érdekében – műkedvelők középszerű munkáit is közölte.
1866-ban a Familia közölte az akkor 16 éves, még Eminovici néven szereplő Mihai Eminescu első versét, és szintén ebben a lapban debütált 1884-ben George Coșbuc is egy Petőfi-vers fordításával. Erdélyben ez a folyóirat közölte első ízben Duiliu Zamfirescu, Alexandru Macedonski, Alexandru Vlahuță verseit, illetve Ion Creangă, Ion Luca Caragiale és Barbu Ștefănescu Delavrancea prózáját.